# الجرين (قذام)

تعديل مصدري - تعديل

الجرين محلة تابعة لقرية قذام، التابعة لعزلة المفتاح الاعلى بمديرية النادرة إحدى مديريات محافظة إب في الجمهورية اليمنية، بلغ تعداد سكانها 44 حسب تعداد اليمن لعام 2004.